# Mystacomyoidea spinosa
Mystacomyoidea spinosa là một loài ruồi trong họ Tachinidae.